# فدارسیون فوتبال اتیوپی
فدارسیون فوتبال اتیوپی (انگلیسی: Ethiopian Football Federation) نهاد اداره‌کننده مسابقات فوتبال و فوتسال در کشور اتیوپی است.
این فدراسیون که در سال ۱۹۴۳ تأسیس شده عضو کنفدراسیون فوتبال آفریقا و فیفا نیز می‌باشد و مقر آن در شهر آدیس آبابا است.